# 8101 Ясуе
8101 Ясуе (8101 Yasue) — астероїд головного поясу, відкритий 15 грудня 1993 року.
Тіссеранів параметр щодо Юпітера — 3,291.
Названо на честь фізика Ясуе (яп. やすえ(保江）).